# Parco di Sedda Ortai
Il parco di Sedda Ortai si trova sul Monte Ortobene, in Sardegna. Fa parte del comune di Nuoro.
Ci sono due ingressi con due rispettivi parcheggi. L'area del parco è pedonale, gira tutt'intorno e si trovano un bar abbandonato, vari giochi per bambini, due campi di bocce, alcuni barbecue, due fontane, dei sentieri, alcune aree picnic, una pista ciclabile e una pista di pattinaggio a rotelle. È meta di turisti e visitatori ma anche degli stessi nuoresi che vanno a trascorrere il tempo per le passeggiate e per le corse. Il parco tuttavia si trova oggi in stato di abbandono in quanto le fontane e l'illuminazione pubblica non funzionano da anni, alcuni giochi per bambini e il bar sono stati oggetto di atti vandalici.

## Galleria d'immagini

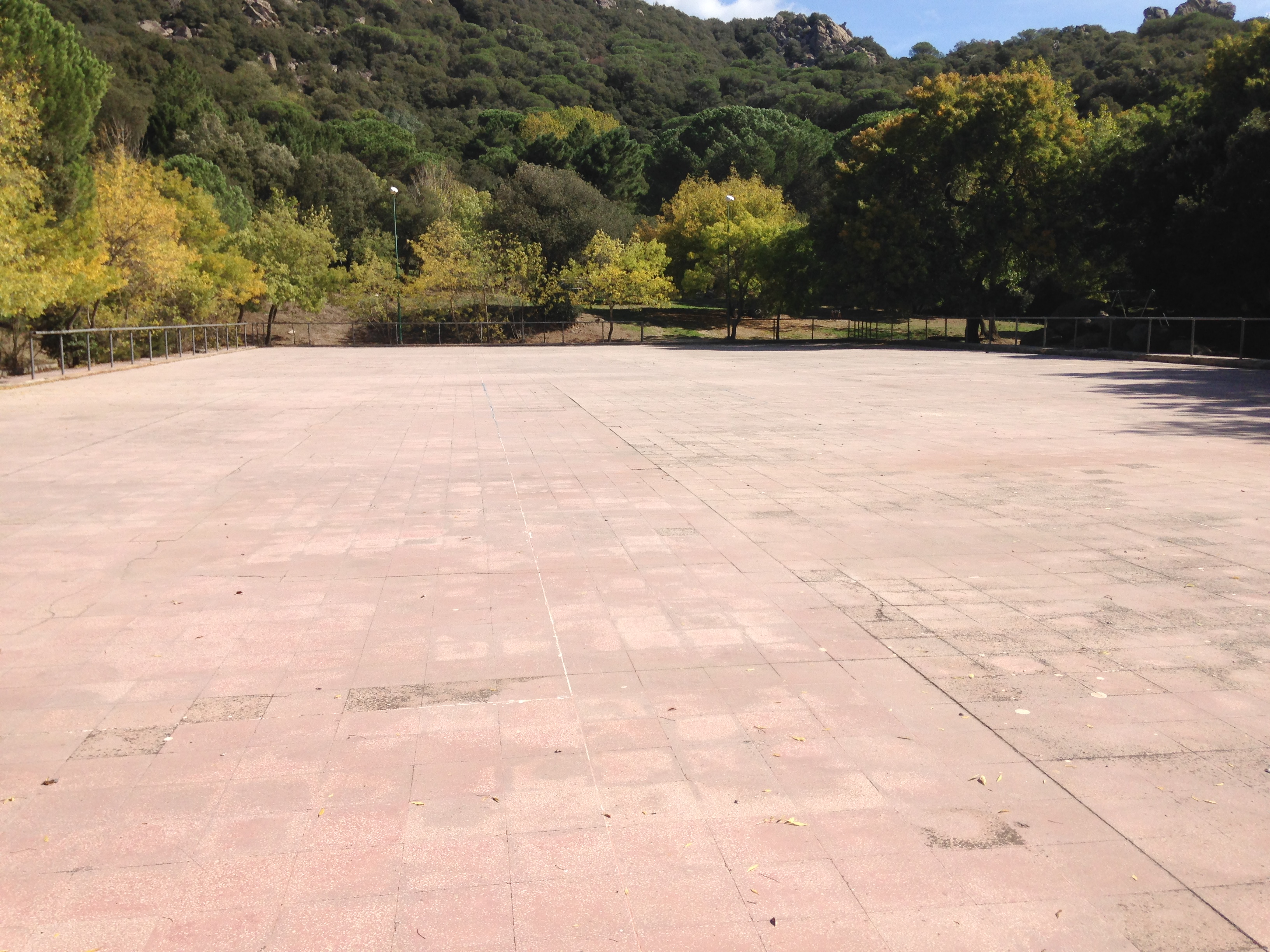
La pista di pattinaggio a rotelle
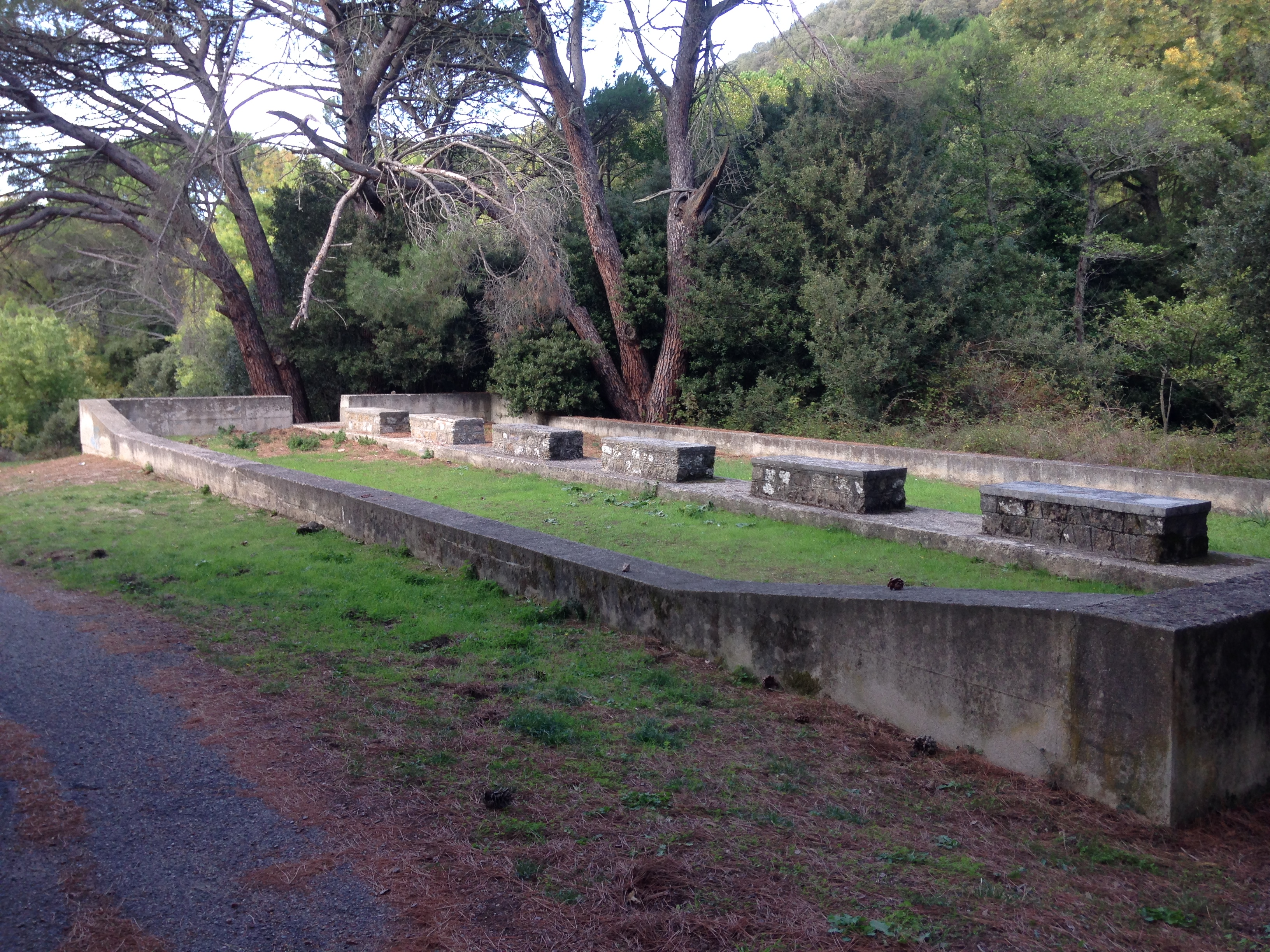
Il campo di bocce oggi in disuso
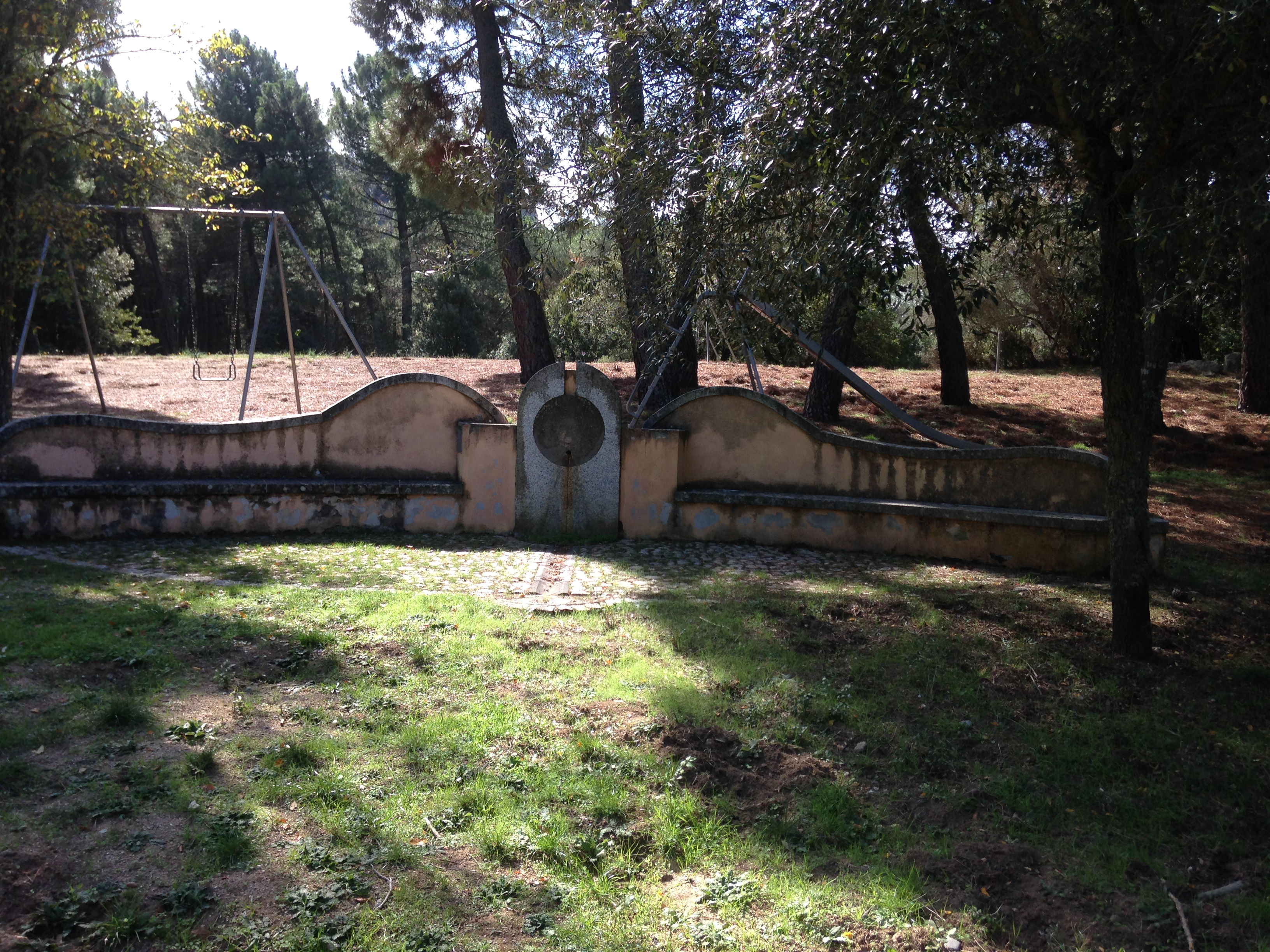
La fontana principale del parco, non più attiva
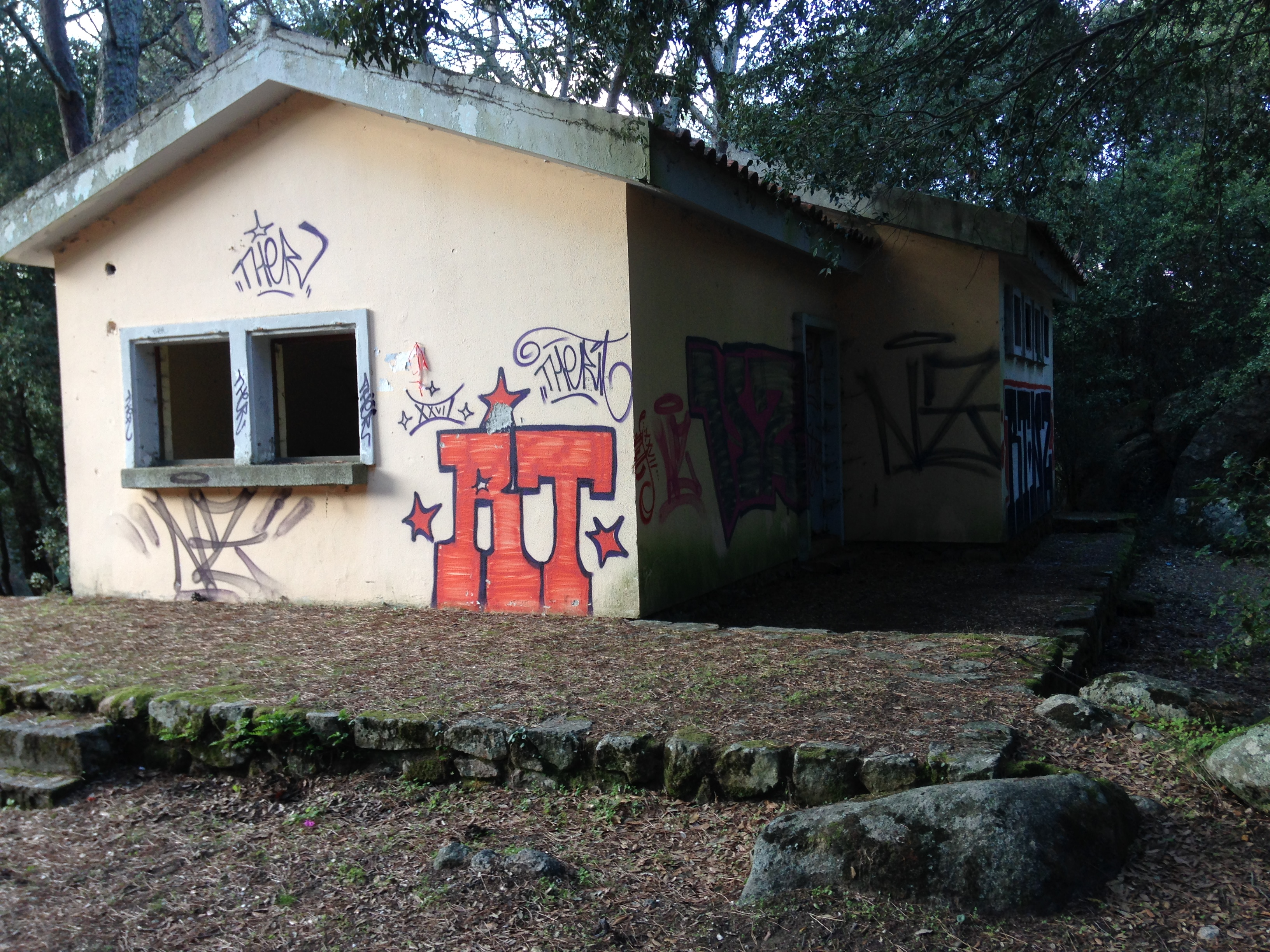
Il bar abbandonato
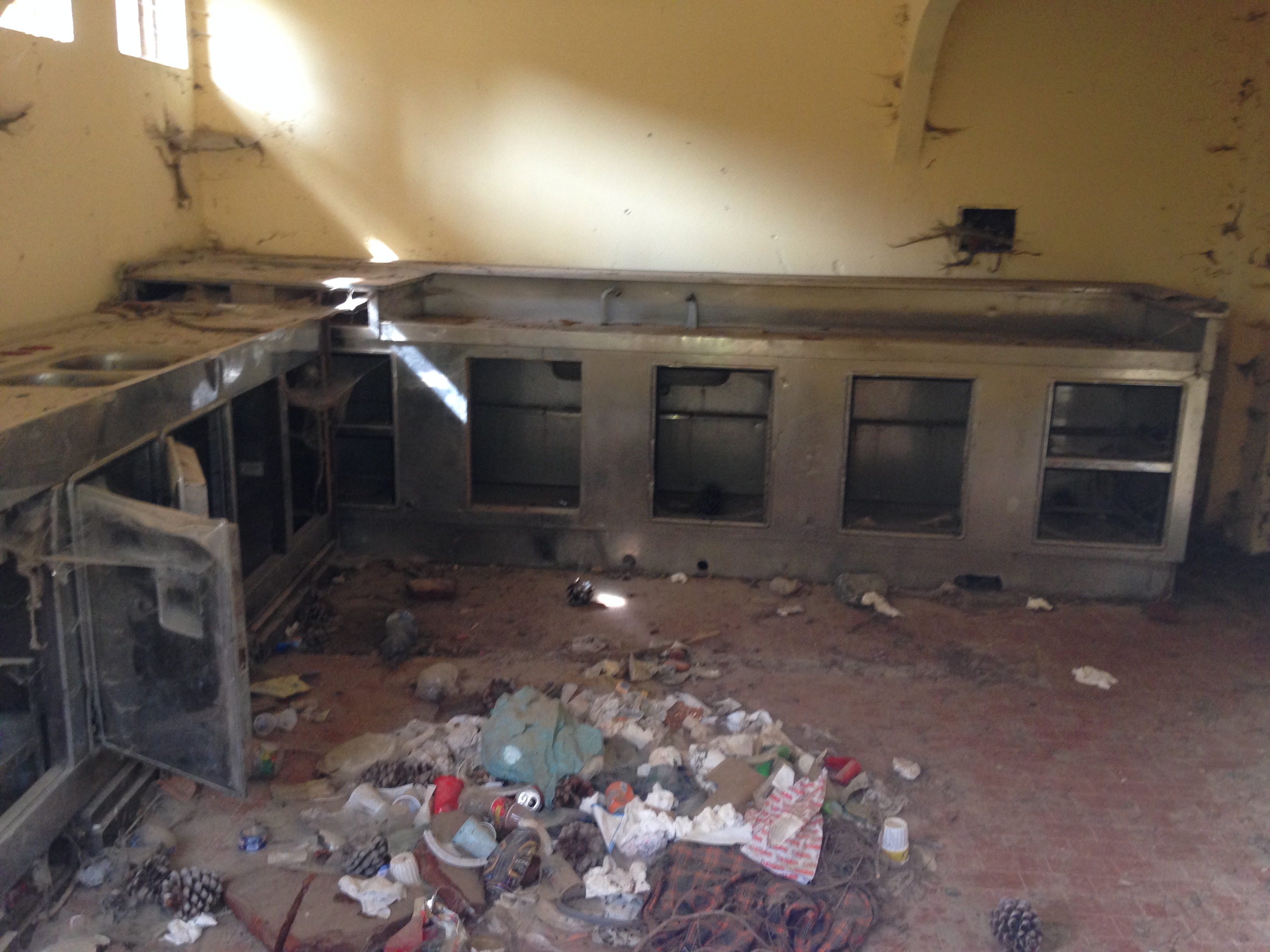
L'interno del bar abbandonato preso di mira negli anni dai vandali
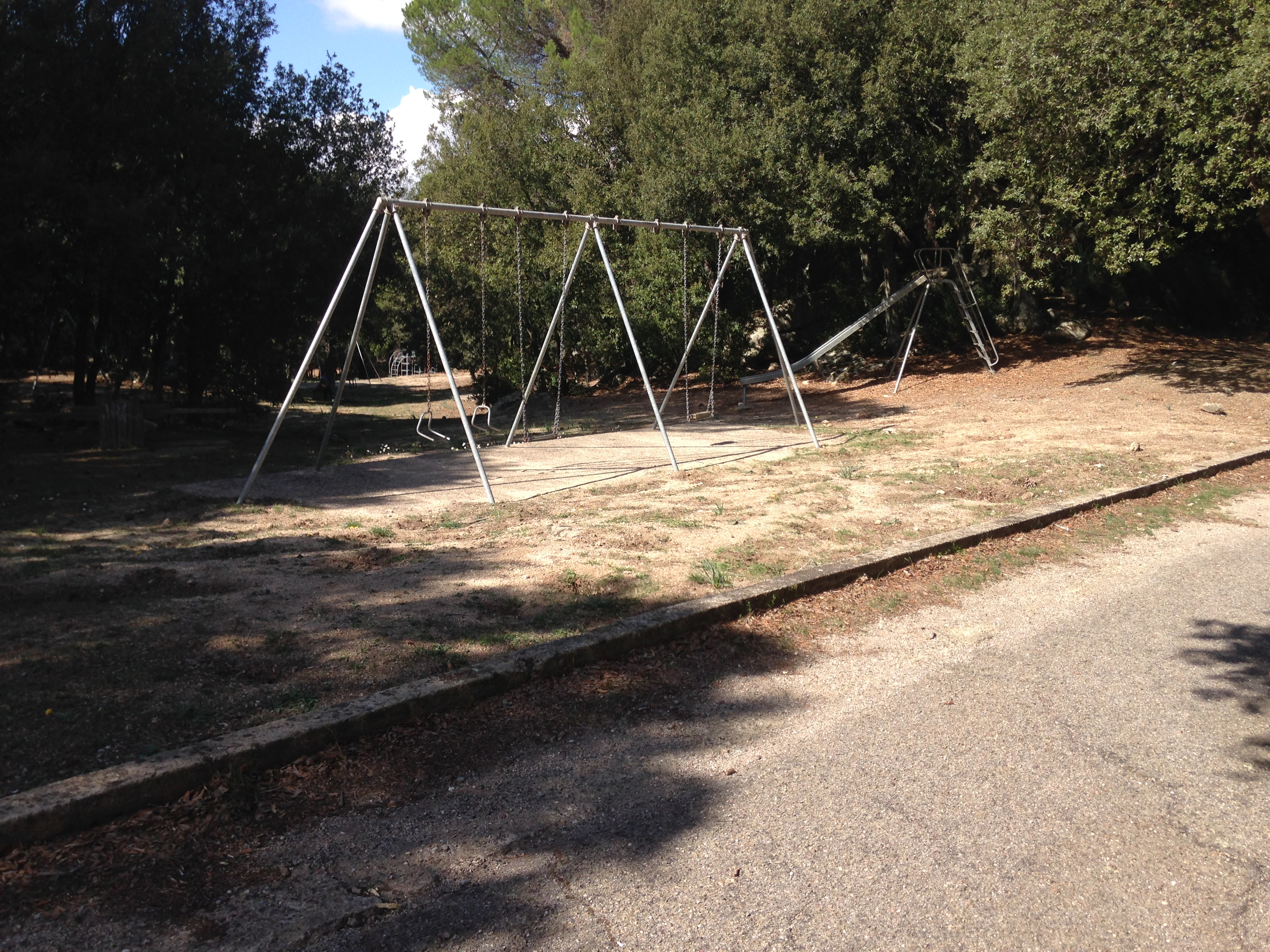
Alcuni giochi per bambini
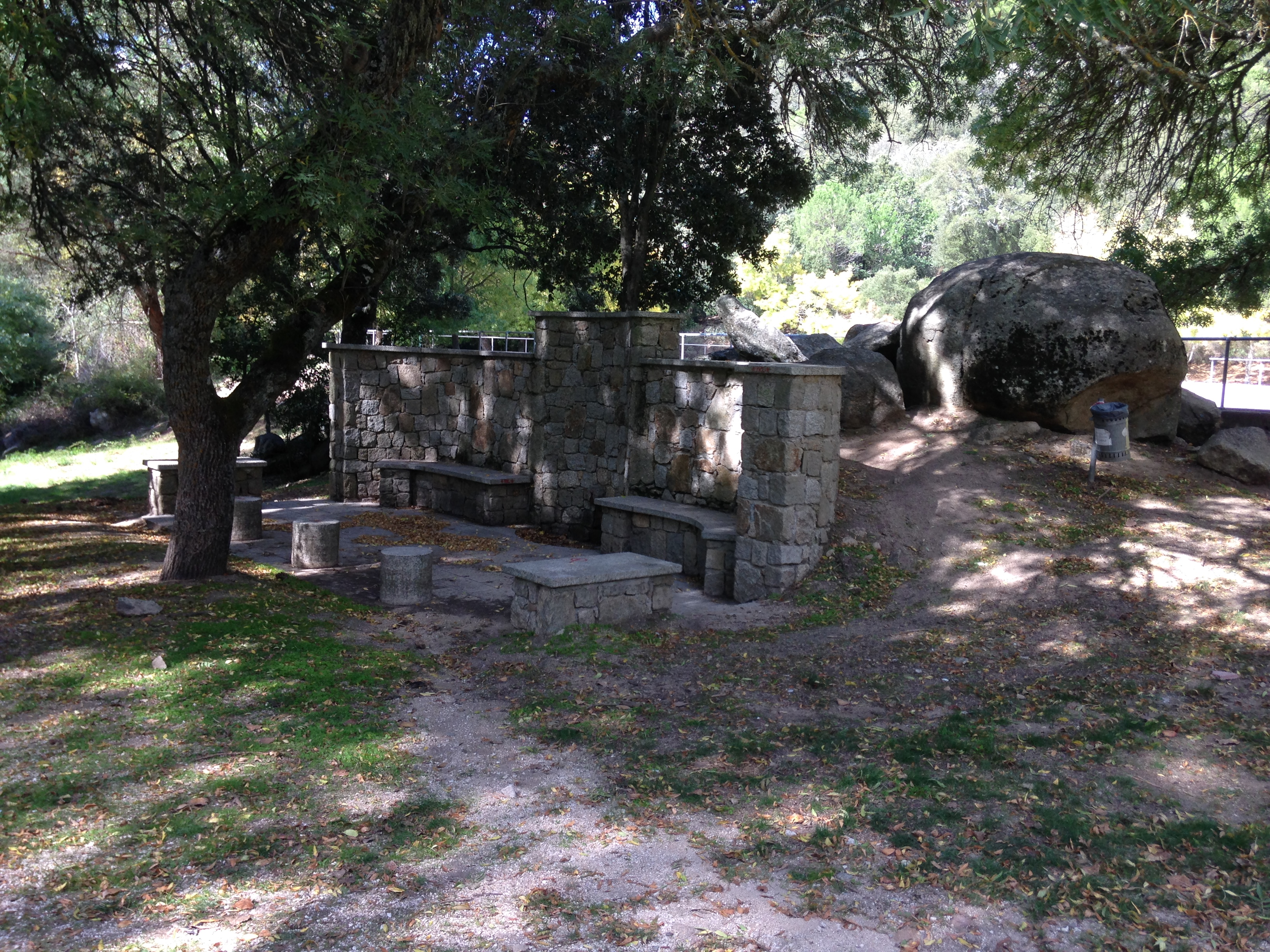
La fontana vicino alla pista ciclabile, non più attiva
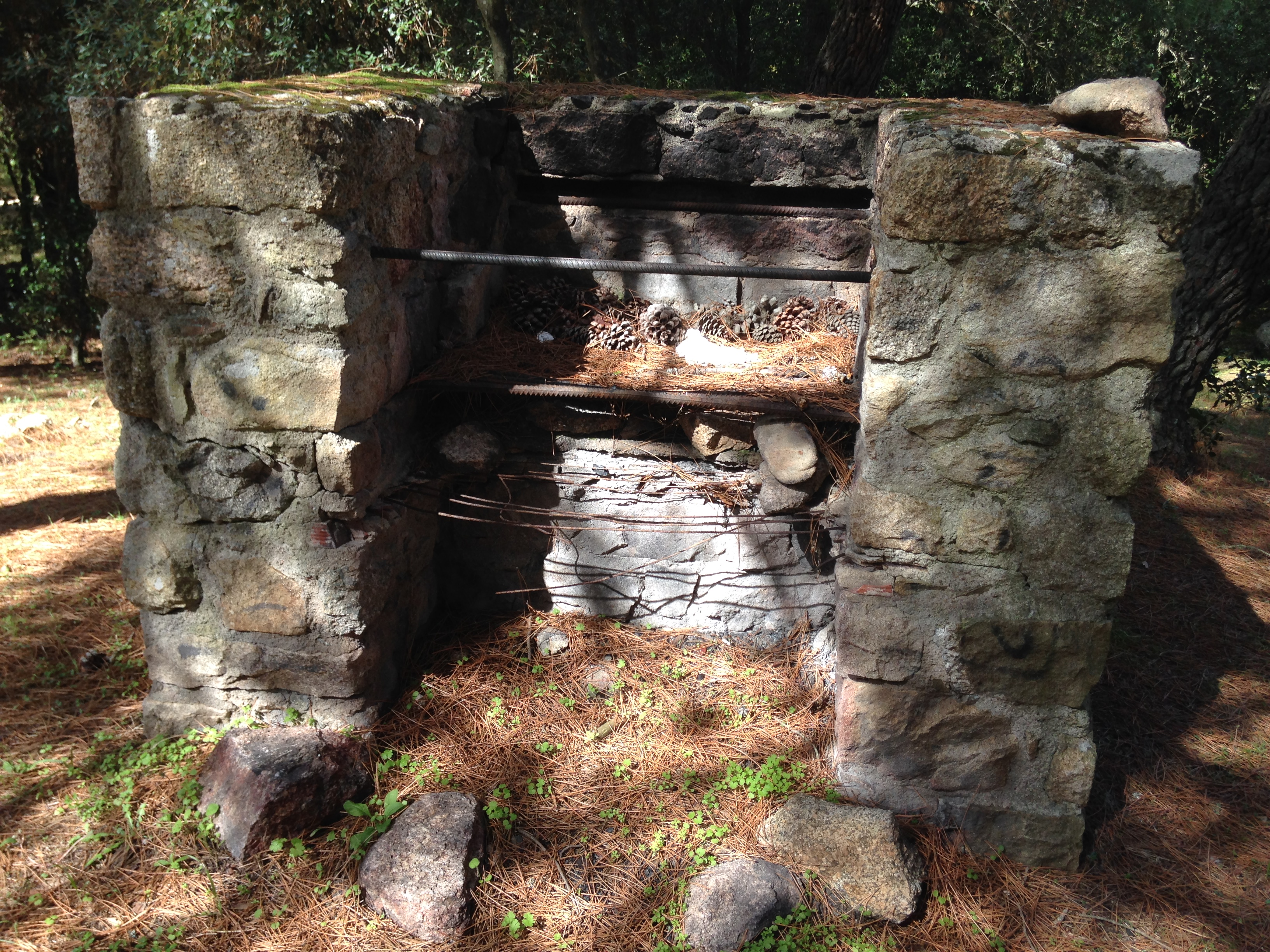
Un barbecue

## Collegamenti stradali
Il parco è raggiungibile dalla variante della strada provinciale 42 che porta da Nuoro al Monte Ortobene.